# Fuerza de Tarea Conjunta de Paraguay
La Fuerza de Tarea Conjunta (FTC) es una entidad interinstitucional compuesta por las Fuerzas Armadas del Paraguay, la Policía Nacional y la Secretaría Nacional Antidrogas (Senad). Creada por el decreto n.º 103/2013 y la modificación de la ley n.º 1337/99, su misión principal es neutralizar las amenazas de grupos insurgentes y redes de narcotráfico en el territorio nacional. Se enfoca en desmantelar actores subversivos como el Ejército del Pueblo Paraguayo (EPP), a través de operaciones de inteligencia, control territorial y cooperación interinstitucional.
El primer comandante de la FTC fue el general de brigada Mario Restituto González Benítez, quien asumió el cargo al momento de su creación, siendo responsable de guiar la unidad en su misión de consolidar la seguridad y el orden en áreas conflictivas, enfrentando desafíos relacionados con el terrorismo y el narcotráfico.